# Хайделберг
Хайделберг (на немски: Heidelberg) е град в южна Германия, в северозападната част на федералната провинция Баден-Вюртемберг. Той е разположен на долното течение на река Некар между градовете Франкфурт на Майн и Щутгарт, близо до градовете Манхайм и Лудвигсхафен. Векове наред той е бил столица на князете от Курпфалц, а оттук те са владеели Свещената Римска Империя. Хайделберг е известен още с романтичния замък, изцяло запазена барокова стара част на града и с най-стария университет на Германия, с голяма българска студентска общност. Хайделберг е свързан тясно и с българската история, като много видни български дейци и възрожденци, сред които Петър Берон и Васил Радославов са следвали тук. През 19 век там творят и живеят много поети и философи, които допринасят за прозвището му – „град на романтиката“.
Хайделберг днес е смесица между традиционното и модерното. В миналото и сега той е научен, художествен и творчески център. В настоящето тази традиция е запазена в лицето на един от най-старите университети в Европа и на многото изследователски центрове, разположени във и около града. Поради многото си забележителности и Старата част на града, която носи стиловите особености на различни епохи и особено на барока, той се е превърнал е една от основната туристическа дестинация в Германия и Западна Европа. Хайделберг е посещаван целогодишно от над 3 млн. туристи от цял свят, като за американските и японските туристи той е задължителна спирка в тяхната европейска обиколка.

## География
Площта на Хайделберг е 108,83 км², населението към 31 декември 2010 г. – 147 312 жители, а гъстотата на населението – 1354 д/км². Градът е на пето място по население в Баден-Вюртемберг.

### Местоположение
Той е разположен в долното течение на плавателната река Некар в югозападната част на Германия, която го прекосява от изток на запад и се влива на 22 км от него в река Рейн. Западните квартали са разположени в Горнорейнската долина, а източните по продължението на долината на река Некар и в планината Оденвалд. Градът е обграден на изток от върховете Кьонигсщул 568 метра, Гайсберг 375 метра и Хайлигенберг 445 метра високи. Хайделберг е част от немския туристически път Бергщрасе, които обединява селищни места по западните склонове на планината Оденвалд. Град Нойщадт, които е недалеч от Хайделберг, се намира на прочутия Немския път на виното. Наблизо е разположена и лятната барокова резиденция на графовете от Курпфалц в Шветцинген. През Хайделберг минава и Европейската туристическа пътека: Средна Швеция-Силкеборг-Хайделберг-Умбрия.

### Административно деление
Хайделберг е самостоятелна, непринадлежаща към друг административен окръг, единица (на немски: kreisfreie Stadt). В същото време той е център на окръга Рейн-Некар и затова тук се намира неговото главно управление/съвет, т.нар. Ландрат (на немски: Landrat; Land – „земя, район“ и Rat – „съвет“). Градът е част от административната област Карлсруе. С неговото местоположение, в северната част на провинцията Баден-Вюртемберг, близо до провинциите Хесен и Рейнланд-Пфалц, той е част и от европейския Метрополен регион Рейн-Некар, седмият по размер икономически регион в Германия.
Хайделберг е разделен на 15 квартала и 47 района, като по-големите квартали са Кирххайм, Ноенхайм, Виблинген, Хандшусхайм, Цигелхаузен, Вестщадт и Зюдщадт. Стария град (на немски: Altstadt) заедно с квартала Бергхайм обособява т.нар. (идеален) Център. Някогашното село Бергхайм е било най-старата част на града. Наблизо се намира и централното командване на американските сухопътни сили за Европа (на анлг. US Army, Europe & Seventh Army), както и няколко обособени в отделни квартали американски бази – „Марк Твен-Вилидж“, „Патрик-Хенри-Вилидж“, „Кампел-Баракс“ и „Патън-Баракс“. Хайделберг разполага и с военно летище – Heidelberg Army Airfield, което се използва от американските и натовски военни сили.

### Флора и Фауна
Хайделберг се намира в един от най-топлите райони на Германия. Тази предпоставка дава възможност за отглеждане на нетипични за тези географски ширини растения като бадеми, смокини или маслини. Своеобразната тераса, на която растат много от тези екзотични растения е разположената над града т. нар. Пътека на философите. Тя се намира в склоновете на хълма Хайлигенберг, на срещуположния на стария град бряг, на река Некар. Строителството в тази част на града е забранено. Там от 2000 година успешно се отглеждат и средиземноморски сортове грозде.
В Хайделберг се срещат и неголяма популация от свободни папагали от вида „Крамеров папагал“ както и по продължението на реката лебеди, гъски и патици. В града има и зоопарк, които разполага с много екзотични животни, сред които слонове, тигри, пеликани, фламинго и други.

## История
За първи път Хайделберг е споменат в грамота на манастира от Шонау през 1196 година, но неговата история носи следите на келти, алемани, франки и римляни далеч отпреди това. Векове наред той е бил столица на князете от Курпфалц, които същевременно с това са били и императори на Свещената Римска Империя. През това време градът на Некар преживява и своя пет вековен разцвет. Тук през 1386 година се създава и първият университет в Германия. По време на войната за Пфалцкото наследство, романтичен Хайделберг е на няколко пъти разрушаван от френски войски, за да бъде издигнат отново в барок. През 1720 резиденцията на князете от Курпфалц е преместена в Манхайм. През 1803 година Хайделберг става част от великото херцогство Баден. През 19 век тук творят много философи и поети и града на Некар започва да се развива като университетски център. За разлика от по-голямата част немски градове, Хайделберг почти не пострадва през Втората световна война. След края на войната тук се разполага централата на американските сухопътни сили в Европа.

### Праистория
На 21 октомври 1907 близо до Хайделберг са намерени ценните за антрополозите останки на изчезналия вид от род Човек, т.нар. Homo heidelbergensis (Хайделбергски човек). Homo heidelbergensis е прачовек, които поизлиза от Изправения човек (Homo erectus). Името му поизлиза от града Хайделберг, въпреки че е намерен на 17 км южно от него в общината Мауер. При разкопки, извършени от Проф. Шьотенсакс през 1907 в една изоставена пясъчна кариера са намерени останките на долната челюст на Homo heidelbergensis. Тя е на повече от 600 000 години и е най-старата находка на европейския континент на пра човек и единствената на Изправения човек.
Около 500 година преди Христа се появяват келтите. Те основават селище на върха Хайлигенберг (на немски: Heiligenberg; в превод – „свещен връх“). То е укрепено с двоен земен вал за защита от настъпващите по това време германски племена. 200 години по-късно, по все още неизяснени причини келтите изостават това свое селище.

### Античност
През първото хилядолетие след Христа по време на царуването на император Тиберий регионът става част от Римската Империя. На територията на днешен Хайделберг са изградени от двете страни на река Некар няколко укрепени военни лагера. По време на управлението на император Тит Флавий Домициан през 90 година, в днешния квартал Ноенхайм, се изгражда нов, на мястото на вече съществуващ дървен, каменен кастел. Той е свързан с военните лагери от другата страна на реката посредством дървен мост.
През 200 година Римляните изграждат, на мястото на съществуващия дървен, 260 метров укрепен каменен мост, на който има и светилище на бога на моретата и реките Нептун. На върха на хълма Хайлигенберг се построява храм, посветен на римския бог Меркурий. Друг широко разпространен култ е бил този към древно персийското божество Митра, т.нар. Митраизъм, чиито храмове също са открити. Името на селището не е познато. То е споменавано на няколко пъти като военен лагер с развита керамична дейност в близост до известния римски град Лоподунум (на латински Lopodunum), днешният Ладенбург.
През 3 век Римляните са изместени от алеманите. Германското племе пресича след 233 година многократно Горногерманския-Рейнски Лимес и напада региона около Хайделберг. След 260 година римляните се отдръпват изцяло в Лоподунум и изостават каменната крепост на алеманите, които заселват цяла югоизточна Германия на изток от река Рейн. През 506 година Меровингският крал Хлодвиг I побеждава алеманите и включва Хайделберг в границите на своето франкско кралство. По това време се извършва и християнизацията на този регион.

### Средновековие
През 870 година на върха на Хайлигенберг, на мястото на римския храм на Меркурий, се изгражда манастира „Архангел Михаил“. Той е издигнат от монаси на Манастира в Лорш по време на борбата за надмощие с епископа на Вормс. Манастира „Архангел Михаил“, както и по-късно създадените в околността на Хайделберг манастири „Свети Стефан“ и абатство „Нойбург“ са част от Бенедиктинския орден.
За първи път Хайделберг е споменат през 1196 година в грамота която описва прилежащите земи на Манастира Шьонау. По това време Хайделберг влиза в земите на Диоцеза Вормс. Той представлява крепост в местността Молкенкор, на високия хълм Кьонигщул, както и укрепена кула в подножието на хълма, в зоната на най-старата църква в града „Свети Петър“
.
Предшественикът на сегашната крепост е построен през 13 век в местността Йетенбюл. Йетенбюл представлява издатина на хълма Кьонигщул и е отделен от него с дълбок ров. По същото време се предприема и планирано разширение на града между Кьонигщул и река Некар. Улиците се изграждат правоъгълно една на друга и около новия пазарен площад (т.нар. Marktplatz). Тази част на града съответства с източната част на днешния „Стар град“ (Altstadt). Тя е била оградена от крепостна стена и над река Некер се е издигал дървен мост.
През 1156 година император Фридрих I Барбароса назначава своя доведен брат Конрад за Пфалцграф на Рейн с която се слага началото на династията на Вителсбах. Под нейно владичество Графството се превръща е една от най-големите териториални единици в рамките на Свещената Римска Империя. От 1225 до 1720 година Хайделберг е резиденция на пфалц-графовете и играе важна роля в немската история, като неколкократно бива разрушаван. През 1356 година със законодателния акт Златна була Пфалцграфовете получават правото за избор на Императора на Свещената Римска Империя и титлата „Курфюрст“. От този момент техните владения са наричани Курпфалц.
През 1386 година княза на Курпфалц Рупрехт I създава третия университет в границите на Свещената Римска Империя, след тези в Прага и Виена. Той е най-стария университет в Германия и от неговото създаване, образова студенти в четири факултета – Теология, Право, Медицина и Философия. През 1392 година Хайделберг е разширен, като разширението е двойно и съответства на днешната Стара част на града. През 1400 година княза на Курпфалц Рупрехт III е коронясан за император на Свещената Римска Империя. По този повод в Хайделберг е построена имперската църква Хайлиггайсткирхе (на немски: Heiliggeistkirche – Църква на „Светия Дух“). Неговите наследници продължават разширението на града и спомагат за развитието на университета, които през 15 век става център на ранния хуманизъм.

### Късно Средновековие
Градът и регионът са в центъра на бойните действия по време на Войната за Пфалцкото наследство. Войната започва на 24 септември 1688, когато се изостря въпросът за наследството на Курпфалц. В тази важна германска държавица, толкова емблематична за борбите на протестантите през Тридесетгодишната война Луи XIV иска да постави на власт своята снаха принцесата на Орлеан, докато противниците му подкрепят рода Нойбург. По време на френската окупация на Пфалц, довела до хиляди жертви и бегълци, през 1693 година Хайделберг е разрушен от войските на Луи XIV. Този акт скандализира германските държавици и ги сплотява зад позицията на император Леополд I.
През 1720 година католическата Вителсбахска династия премества столицата на кралството си от преобладаващо протестантския Хайделберг в новооснования (получил статут на град през 1607 година) бароков Манхайм – един от малкото германски градове, създадени „на чертожната дъска“.

### След втората световна война
За разлика от по-голямата част немски градове, Хайделберг почти не пострадва през Втората световна война. Това се дължи най-вече на факта, че още от 19 век в Хайделберг са следвали голям брой американски студенти и градът се е ползвал с висока популярност сред американската интелигенция. За това и след войната американската армия избира града за една от най-големите си цивилни бази в Европа, до днес хиляди американски военнослужещи живеят в района. Единствено старият мост пострадва в края на войната, когато с цел да се забави напредването на американската армия е взривен от нацистите.

## Религии

### Християнство
Хайделберг се включва рано в процеса на Реформацията. Мартин Лутер посещава града на няколко пъти и успява да спечели голяма част от населението за своята кауза. Въпреки това курфюрст Отхайнрих въвежда през 1556 година друго реформистко учение: на Жан Калвин. През 1563 година по нареждане на курфюрст Фридрих III се издава т.нар. Хайделбергски катехизис, който представлява сборник от напътствия на реформираните миряни. Хайделберг запазва своя протестантски облик до 17 век, когато в хода на контрареформацията е частично рекатолизиран. За тази цел католическите владетелите на Курпфалц, заселват йезуити. Въпреки това той остава предимно протестантски, като централната църква Хайлиггайсткирхе е имала до 1936 година разделителна стена между привържениците на протестанството и католицизма.
В днешно време протестантските храмове са част от деканата „Хайделберг“ на „Протестантската църква в Баден“, която е една от 23 църкви на Федералната протестантска църква в Германия. Католиците са обединени в енория „Хайделберг“, която е част от архиепископия „Фрайбург“. В Хайделберг има издигнати и няколко православни храмове: два на руската ортодоксална църква и един на гръцката. Най-близката българска православна църква се намира в Щутгарт.

### Юдаизъм
Въпреки многократните изстъпления над еврейската общност в Хайделберг, като тези през 1819 година, тя има дълги традиции в града. Евреите в Хайделберг са разполагали със Синагога, собствено гробище както и много частни и културни сгради. След кристалната нощ на 9 срещу 10 ноември 1938 година е запазено само гробището. През 1933 година в града са живеели над 1100 евреи, през 1946 след националсоциализма само 196, като по-голямата част от тях загиват в концентрационните лагери в Гурс (Франция) и Аушвиц. През 1990 година се издига нова Синагога. Към нея е изграден и университет – Висш еврейски изследователски център, в които могат да се изучават много специалности свързани с юдаизма и евреите, сред които е и обучение за равини.

## Политика

### Побратимени градове
Хайделберг е побратимен със следните градове:
|  | Монпелие, Франция, от 1961           |
|  | Кеймбридж, Великобритания, от 1965   |
|  | Реховот, Израел, от 1983             |
|  | Симферопол, Украйна, от 1991         |
|  | Бауцен, Германия (Саксония), от 1991 |
|  | Кумамото, Япония, от 1992            |

 Каламба, Лагуна, Филипини

 Ханджоу, Китай

 Пало Алто, САЩ
Освен това в Хайделберг има „Дом на Америка“ (Немско-американски-институт), както и „Дом на Монпелие“, които се намират в стария град. В Монпелие има изграден „Дом на Хайделберг“.

## Икономика

### Медии
В Хайделберг се издава ежедневника Рейн-Некар-Цайтунг (Rhein-Neckar-Zeitung). Тираж: ок. 100 000.

## Образование и наука
Хайделберг разполага с няколко университети, като най-известният е „Рупрехт-Карлс-Университет“ (на немски: Ruprecht-Karls-Universität Heidelberg; на латински: Ruperto-Carola-Universitae) или накратко Хайделбергски университет.
Той е основан през 1386 година и е най-старият университет в Германия и един от най-старите в Европа. Но славата на Хайделберг като университетски център е в областта на медицинските и естествените науки. Рядко може да се намери университет, който е дал на света 9 носители на Нобелова награда. Хайделбергският университет е основан от Рупрехт I, княз на областта Пфалц и от великия херцог Карл-Фридрих от Баден, затова днес носи името на двамата.
Той променя неколкократно местоположението си в града, като през 1711 г. е построена съществуващата и до днес университетска сграда в стария град. През 1931 г. във вътрешния двор е вдигнато разширение, наречено Новият университет като се обособява и университетския площад. Наблизо е и красивата сграда на библиотеката, в която се съхраняват около 2 милиона тома книги, част от тях ценни стари екземпляри. Най-старите и редки книги, събрани в прочутата Палатинска библиотека, били „подарени“ на папата в Рим през 1623 година, и оттогава са загубени за града.
При университета съществува и Славянски институт, един от малкото в Германия, в който се преподава българистика.
Освен университета, Хайделберг разполага и със следните висши учебни заведения:
- Частен Американски Колеж „Шилер“
- Висше специализирано практическо училище
- Частен Университет по туризъм
- Висш еврейски изследователски център (със статут на университет)
- Университет за църковна музика
- Висш педагогически университет
- Спортен университет
- Хайделбергска международна Бизнес-академия

## Култура и развлечение

### Музеи
В Хайделберг има многи и различни музеи:
Музеят на Курпфалц, с богата сбирка, посветена на историята на града и на Курпфалц, Етнографски музей, Музей на изкуството на душевно болни, Музей на аптечното дело, Музей на опаковката, Къща Музей на първия райхспресидент – Фридрих Еберт и др. (Виж Списък на музеите в Хайделберг)

### Изобразително изкуство
Картини и други произведения на изкуството от 15 век до нашата съвременност могат да се видят в споменатия „Музей на Курпфалц“. Сред по-известните произведения са един олтар от Тилман Рименшнайдер, картини от Емил Нолде и др.
Съвременно изкуство може да се види както в няколко частни галерии, така и в изложбената зала на Хайделбергското художествено дружество (Kunstverein Heidelberg), което е основано през 1869 г. и се смята за едно от най-големите в Германия.

### Театър
Хайделберг разполага с множество театри и театрални сцени. Най-големият е Градския театър, които през лятото организира и прочутите представления на открито – „Хайделбергер Шлосфестшпиеле“. Те се провеждат във вътрешността или в градините на стария хайделбергски замък.

### Спорт
Ежегодно, през втората половина на юли тук се провежда състезание по триатлон „Хайделбергмен“. Числото участници е ограничено до 600 триатлонисти и 200 щафети. Дисциплините включват 1,7 км плуване в р. Некар, 36 км колоездене до връх Кьонигсщул и обратно и 10 км бягане по Философенвег.

## Забележителности
Хайделберг е един от малкото по-големи немски градове, които разполагат със значително голяма запазена стара част. Това се дължи на причината, че през Втората световна война Хайделберг не е бил засегнат от бомбардировките на съюзническите войски. Една от предполагаемите причини е била неговата известност, за която са писали писатели и философи като Марк Твен, Ърнест Хемингуей, Хегел, Волфганг Гьоте, Фридрих Хьолдерлин, Карл Ясперс и др. На тази популярност, както и на стратегическото му разположение се дължи и решението на американските военни сили да изберат Хайделберг да свой следвоенен център в Европа. В старата част на града се намира с 1,6 км една от най-дългите пешеходни зони в Европа. На нея са разположени много от забележителностите, музеи, както и многобройни магазини, кафенета и барове. Голяма част от архитектурата на стария град е белязана от запазената барокова архитектура.
Сред по-известните забележителности са:
- Замъка
- Старата част на града, с множество исторически сгради
- Университета „Рупрехт-Карлс“
- Студентския карцер
- Пътеката на философите
- Коледения пазар
- Принт-Медиа-Академи
- Катедралата „Св. Дух“ (изграждана на няколко етапа в продължение на векове и белязана основно от готиката)
- Йезуитската църква (завършена през 1759 г.)
- Църквата „Св. Петър“ (най-старата в града, изградена през XII век) и др.

- Маймунката до стария мост
- р. Некар, Стария Мост, Стария Град и Замъка в Хайделберг
- Новогодишен пазар
- Алфред Вебер Институт

## Личности свързани с Хайделберг
Родени в Хайделберг
- Фридрих Еберт, политик, първия райхспрезидент на Ваймарската република.
- Йозеф Зюс Опенхаймер (1698 – 1738), банкер
- Ернст Руска (1906 – 1988), физик, нобелов лауреат

Починали в Хайделберг
- Карл Бош (1874 – 1940), химик и индустриалец
- Ханс-Георг Гадамер (1900 – 2002), философ
- Александер Рюстов (1885 – 1963), социолог

Следвали в Хайделберг
- Хелмут Кол бивш канцлер на Германия и първи канцлер на Обединена Германия.
- Роял Реймънд Райф (1888 – 1971), лекар и изобретател
- Карл Ясперс (1883 – 1969), философ

Други личности, свързани с Хайделберг
- Михаел Бузелмайер (род. 1938), писател, живее в Хайделберг
- Йохан Липет (род. 1951), писател, живее в Хайделберг
- Ханс Тил (род. 1954), писател, живее в Хайделберг

## Други
На Хайделберг е наречена улица в квартал „Дружба“ в София (Карта).

### Фотогалерии
- ((de)) Панорамни Снимки от Хайделберг
- ((de)) Снимки от Хайделберг
- ((de)) Виртуална разходка из Хайделберг